# Jagamas Ilona
Ferencz Lászlóné Jagamas Ilona  (Dés, 1919. április 23. – Kolozsvár, 1983. október 13.) újságíró, elbeszélő, szerkesztő. Jagamas János húga, Ferencz Zsuzsanna anyja.

## Életútja
A Kolozsvári Református Leánylíceum négy osztálya és az állami román nyelvű kereskedelmi középiskola elvégzése (1937) után mozgásművészeti tanfolyamon vett részt. Újságírói pályáját 1939-ben a Keleti Újságnál kezdte, 1944 decemberétől a Világosság szerkesztőségében, 1946-ban az MNSZ sajtóosztályán, majd a Népvédelmi Egyesületnél, 1948-tól a kolozsvári rádiónál dolgozott, később a Romániai Magyar Szó tudósítója, tornatanárnő, színházi könyvtáros, a Pionír szerkesztője (1954), klubigazgató a békási munkatelepen (1955), az Utunk alkalmazottja, 1958-tól két éven át újra újságíró a Dolgozó Nőnél; itt jelent meg szerkesztésében az Asszonyok kalendáriuma (1959).

## Munkássága
Első írását 1937-ben az Ellenzék közölte. Cikkei az Ellenzék, Keleti Újság, Hölgyfutár, Pásztortűz hasábjain, 1944 után a Világosság, majd a Művelődés, Utunk, Ifjúmunkás, Tanügyi Újság, Dolgozó Nő, Előre, Vörös Zászló, Tribuna hasábjain jelentek meg. Verseiben, elbeszéléseiben, riportjaiban és esszéiben a női sors kérdései foglalkoztatták. Önéletrajzának egy sajtótörténetileg érdekes fejezetét az Utunk közölte 1981. évi hatodik számában.